# Други конгоански рат
Други конгоански рат, такође познат и као Афрички светски рат и Велики рат Африке, одиграо се између 1998. и 2003. у Демократској Републици Конго (бивши Заир). Завршио се када је прелазна Влада Демократске Републике Конго преузела власт. У највећем рату у модерној афричкој историји директно је учествовало осам афричких земаља као и око 25 наоружаних група. Године 2008, Међународни комитет спаса је проценио да су рат и његове последице проузроковали 5,4 милиона смртних случајева, углавном због болести и неухрањености, што је Други рат у Конгу учинио најсмртоноснијим сукобом у свету од Другог светског рата. Још 2 милиона је расељено из својих домова или је затражило азил у суседним земљама. Конфликтни минерали су били главни извор финансирања за рат и за касније борбе.

## Зараћене фракције
Коалиција Киншаса обухватала је конгоанску народну армију под председником Лораном Кабилом и касније његовим сином Жозефом Кабилом, различите анти Маји-Маји групе и савез држава Зимбабве, Ангола, Чад, Судан и Намибија. Они су контролисали источни и јужни део Демократске Републике Конго. Главни циљ им је био стварање јаке државе која би контролисала своју територију, границе и природне ресурсе.
Патриотски фронт Руанде је укључивао владе Руанде и Бурундија (у којима су доминирали Тутси) и милитантне групе племена Бањамуленге (етнички Тутсији у ДР Конго). Ове снаге су биле активне у провинцијама Северни и Јужни Киву и контролисале су територије западно према Киншаси. Њихови циљеви су били одбрана националних безбедности Руанде и Бурундија, одбрана Тутсија у ДР Конго, ограничење утицаја Уганде и експлоатација рудних богатстава.
Снаге Хутуа су чинили руандански Хутуи одговорни за Руандански геноцид, бурундијски побуњеници сачињени од бивших власти, конгоански Хутуи и удружене снаге локалних милиција Маји-Маји. Главна Хуту група су Демократске снаге за ослобођење Руанде која је оперисала по Киву провинцијама. Они су се борили за истеривање страних снага Тутсија, етничко чишћење Бањамуленги, обарање власти у Руанди и Бурундију и стицање контроле над ресурсима.
Угандске снаге су обухватале Уганданску националну армију и различите удаљене уганданске побуњеничке групе, као што је Покрет за ослобођење Конга који је контролисао североисточни и северни део централног Конга. Главни циљеви уганских снага су били одбрана граница Уганде од инвазије побуњеничких група из ДР Конго, као што су Савез демократских снага и Народне армије искупљења (чије је постојање спорно). Уганда је претходно тврдила да влада Жозефа Кабиле одбија да предузме акције против тих побуњеника. Уједињене нације су именовале Уганду као државу која илегално експлоатише природне ресурсе ДР Конго.

## Кабилин марш до Киншасе
Први конгоански рат избија крајем 1996. услед устанка покрета AFDL против диктатора Мобутуа. Побуна је избила на истоку Заира. Вођа побуњеника, Лоран Кабила, био је дугогодишњи противник Мобутуовог режима. Његове снаге су се углавном састојале од Тутсија.
Уз активну подршку Руанде, Уганде и Анголе, побуњеничке снаге Лорана Кабиле напредују низ реку Конго ка западу. До маја 1997. побуњеници стижу до предграђа Киншасе, а Мобуту бежи из земље у Мароко, где убрзо умире. Кабила преузима контролу над Киншасом и проглашава се за председника. Име земље је променио у Демократска Република Конго.

## Лоран Кабила на власти
Конго је била држава у огромним дуговима и без политичке стабилности. Кабилини војници из Руанде се нису враћали кући, већ је Конгоанцима изгледало као да су под страном окупацијом. Кабила је отпустио свог шефа штаба, пореклом Руанђанина, јула 1998, и заменио га Конгоанцем. Две недеље касније, захвалио се страним трупама (Уганђанима и Руанданцима) на помоћи и наредио њихово повлачење. Овај гест је узнемирио народ Бањамуленге на истоку Конга. Они су се побунили 2. августа 1998. у граду Гома. Руанда и Уганда су им одмах понудиле помоћ. Заједно су загосподарили значајним делом источног Конга. Кабила је на своју страну привукао Хутуе, пошто је већина непријатељске војске била из племена Тутси. До краја августа побуњеници су угрозили Киншасу. Пад овога града и Кабилиног режима је постао известан. Међутим, тада су Кабилу војно подржале Намибија, Зимбабве и Ангола, и у мањој мери Судан и Чад. Линије раздвајања су се стабилизовале јануара 1999. када је склопљено примирје између Руанде, Уганде, Анголе, Намибије и Зимбабвеа. Ванафричке земље су се држале неутрално према овом сукобу.
Поновљени договори о прекиду сукоба и демилитаризацији постигнути током 1999. нису поштовани. 
Уједињене нације су фебруара 2000. у Конго упутиле мировну мисију МОНУК (MONUC) од 5537 војника, углавном из земаља Јужне Азије. Ипак, спорадичне борбе су се наставиле. Снаге Уганде и Руанде су се у мају и јуну сукобиле у граду Кисангани.

## Атентат на Кабилу и окончање рата
Телохранитељ је у атентату 16. јануара 2001. ранио Лорана Кабилу, који је подлегао ранама два дана касније. Парламент Конга је једногласно за новог председника изабрао Кабилиног сина Жозефа Кабилу. У фебруару, Кабила је уз посредство УН договорио повлачење снага Руанде и Уганде. Влада Конгоа је стабилизовала економију помоћу страних донација. Бањамуленге су се побуниле против војних снага Руанде, што је ослабило противнике званичног режима. Руанда и ДР Конго су потписали мировни споразум 30. јула 2002. Њиме је предвиђено повлачење снага Руанде из Конгоа (20.000 војника) и разоружавање Хуту милиције у источном Конгу. ДР Конго и Уганда су потписали мировни уговор 6. септембра. Зимбабвеански војници су се повукли до октобра исте године. Конгоанске политичке фракције су 17. децембра 2002. потписале споразум о прелазној влади и одржавању демократских избора. Тако је окончан Други конгоански рат.

## Последице рата
Упркос формалном завршетку рата у јулу 2003, потписивању споразума између зараћених страна и стварању владе националног јединства, око хиљаду људи је умирало свакодневно 2004. од неухрањености и болести. Стручњаци за људска права Уједињених нација известили су у јулу 2007. о сексуалним иживљавањима над конгоанским женама која превазилазе силовања (сексуално ропство, инцест и канибализам).
Накнадни споразуми су обавезали политичке чиниоце да раде на уједињавању земље, разоружању и одржавању демократских избора. Али, у стварности, регионалне фракције одбијају да се повинују централној власти и понегде имају паралелну власт. Корупција је додатни извор нестабилности. Први избори су одржани 30. јула 2006, по усвајању новог устава.